# Pastores (kommunhuvudort)
Pastores är en kommunhuvudort i Guatemala.   Den ligger i departementet Departamento de Sacatepéquez, i den sydvästra delen av landet, 26 km väster om huvudstaden Guatemala City. Pastores ligger 1 566 meter över havet och antalet invånare är 10 393.
Terrängen runt Pastores är huvudsakligen kuperad, men åt nordväst är den platt. Pastores ligger nere i en dal. Runt Pastores är det tätbefolkat, med 591 invånare per kvadratkilometer. Närmaste större samhälle är Mixco, 16,4 km öster om Pastores. I omgivningarna runt Pastores växer huvudsakligen savannskog.